# Mathons
Mathons település Franciaországban, Haute-Marne megyében. Lakosainak száma 69 fő (2022. január 1.). Mathons Brachay, Charmes-la-Grande, Ferrière-et-Lafolie, Guindrecourt-aux-Ormes, Joinville, Morancourt és Nomécourt községekkel határos.

## Népesség
A település népességének változása:
| Lakosok száma | 75   | 55   | 51   | 56   | 70   | 70   | 65   | 69   | 70   | 69   |
|               | 1968 | 1982 | 1990 | 2006 | 2013 | 2015 | 2017 | 2019 | 2020 | 2022 |